# Emma Carelli

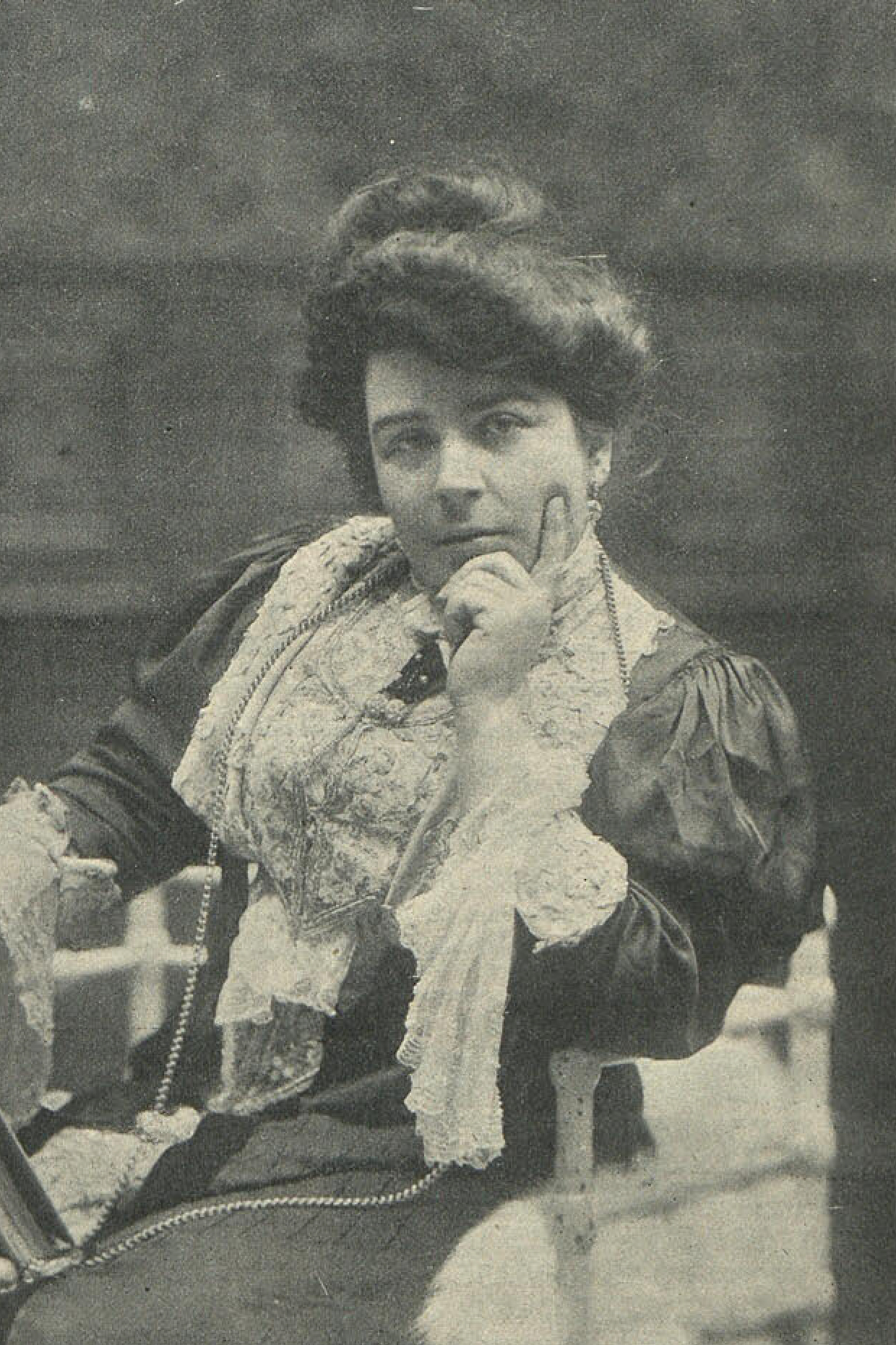
Emma Carelli

Emma Carelli (Napoli, 12 maggio 1877 – Montefiascone, 17 agosto 1928) è stata un soprano italiano.

## Biografia
È stato un soprano drammatico, specializzato nel repertorio verista.
Dopo una carriera canora durata circa due decenni, per circa 15 anni gestì il Teatro Costanzi di Roma in società con il marito Walter Mocchi. 
Discendente di una famiglia di musicisti, dopo essersi formata con il padre Beniamino Carelli presso il Conservatorio San Pietro a Majella, fece il suo debutto professionale nel 1895 nel ruolo del titolo ne La Vestale di Mercadante in occasione delle celebrazioni del centenario ad Altamura. Da allora iniziò un'intensa carriera nelle sale teatrali del Regno d'Italia. 
Il 1º novembre 1896 canta nella prima assoluta di La collana di Pasqua di Gaetano Luporini al Teatro Mercadante di Napoli.
Nel 1897 è Albina nella prima assoluta di La falena diretta da Gialdino Gialdini a Venezia.
Nel 1898 sposò a Perugia il politico socialista Walter Mocchi, il quale ne diventerà l'agente e impresario.
Carelli cantò in diverse prime assolute, tra cui Rosaria ne La Colonia libera di Pietro Floridia (1899 diretta da Rodolfo Ferrari al Teatro Costanzi di Roma); Anton di Cesare Galeotti (1900 successo al Teatro alla Scala di Milano diretta da Arturo Toscanini con Giuseppe Borgatti) e nel ruolo di Rosaura ne Le Maschere di Pietro Mascagni alla Scala, nel 1901 diretta da Toscanini con Enrico Caruso e Claudio Leigheb.
Nel 1899 a Roma è anche la protagonista di Iris diretta da Ferrari con Borgatti, Margherita in Mefistofele diretta da Leopoldo Mugnone con Caruso e la protagonista ne La Wally diretta da Mugnone ed alla Scala è Desdemona in Otello diretta da Toscanini con Francesco Tamagno.
Ancora alla Scala diretta da Toscanini nel 1900 è Tatiana in Eugenio Onegin e nel 1901 Margherita in Mefistofele con Caruso e Fëdor Šaljapin.
Per alcuni anni cantò in Sud America, principalmente in Argentina, in alcune tournée organizzate dal marito. Nel 1903 cantò il ruolo del titolo nella Lorenza di Edoardo Mascheroni, in occasione della première dell'opera a Buenos Aires.
Carelli conquistò grande fama come protagonista della Zazà di Ruggero Leoncavallo e cantò in diverse opere di Richard Wagner, incluse le parti di Kundry nel Parsifal ed Elisabeth nel Tannhäuser. Cantò anche il ruolo del titolo nella Tosca di Puccini, nella Fedora di Giordano', Santuzza nella Cavalleria rusticana di Mascagni e Margherita nel Mefistofele di Arrigo Boito.
Nel 1908 Walter Mocchi, in società con altre figure preminenti della musica lirica coeva, creò la Società Teatrale Internazionale, la quale acquistò il Teatro Costanzi e nel 1910 produsse la prima mondiale della Maia di Leoncavallo.
Carelli divenne l'impresaria del Costanzi nel 1912, quando fondò insieme al marito una nuova società (la Impresa Teatro Costanzi), mentre Mocchi si occupava di organizzare le tournée sudamericane di alcune compagnie al Teatro Municipal di Rio de Janeiro e al Teatro Colón di Buenos Aires. Durante i 14 anni in cui Carelli gestì il Costanzi, diverse opere videro il proprio debutto romano; tra queste Elektra di Richard Strauss (in cui cantò il ruolo eponimo), La fanciulla del West, Turandot e Il trittico di Giacomo Puccini; Parsifal di Richard Wagner; Francesca da Rimini di Riccardo Zandonai; Boris Godunov di Modest Petrovič Musorgskij; Samson et Dalila di Camille Saint-Saëns. Esclusa Elektra, la sua unica performance come cantante durante il periodo di gestione del teatro fu come protagonista della Iris di Mascagni. Nel 1926, Carelli e Walter Mocchi vendettero il Costanzi al Governatorato di Roma e abbandonarono gran parte dei propri interessi commerciali in Sud America. Due anni dopo Carelli morì in un incidente d'auto. Alcuni anni dopo la morte della moglie, Mocchi sposò Bidu Sayão, la cui carriera fu avviata proprio da Carelli.

## Repertorio operistico
| Ruolo                      | Titolo                     | Autore      |
| -------------------------- | -------------------------- | ----------- |
| Romeo Montecchi            | I Capuleti e i Montecchi   | Bellini     |
| Elena Margherita           | Mefistofele                | Boito       |
| Wally                      | La Wally                   | Catalani    |
| Tatiana                    | Eugenio Onegin             | Čajkovksij  |
| Adriana Lecouvreur         | Adriana Lecouvreur         | Cilea       |
| Gloria                     | Gloria                     | Cilea       |
| Maddalena di Coigny        | Andrea Chénier             | Giordano    |
| Fedora                     | Fedora                     | Giordano    |
| Carmela                    | Mese mariano               | Giordano    |
| Zazà                       | Zazà                       | Leoncavallo |
| Santuzza                   | Cavalleria rusticana       | Mascagni    |
| Iris                       | Iris                       | Mascagni    |
| Colombina                  | Le maschere                | Mascagni    |
| Mariella                   | Il piccolo Marat           | Mascagni    |
| Lodoletta                  | Lodoletta                  | Mascagni    |
| Manon Lescaut              | Manon                      | Massenet    |
| Chimène                    | Le Cid                     | Massenet    |
| Sapho                      | Sapho                      | Massenet    |
| Marina                     | Boris Godunov              | Musorgskij  |
| Susanna                    | Chovanščina                | Musorgskij  |
| Gioconda                   | La Gioconda                | Ponchielli  |
| Mimì                       | La bohème                  | Puccini     |
| Floria Tosca               | Tosca                      | Puccini     |
| Minnie                     | La fanciulla del West      | Puccini     |
| Giorgetta                  | Il tabarro                 | Puccini     |
| Suor Angelica              | Suor Angelica              | Puccini     |
| Lauretta                   | Gianni Schicchi            | Puccini     |
| Turandot                   | Turandot                   | Puccini     |
| Dalila                     | Sansone e Dalila           | Saint-Saëns |
| Mademoiselle de Belle-Isle | Mademoiselle de Belle-Isle | Samara      |
| Albina                     | La falena                  | Smareglia   |
| Giulia                     | La Vestale                 | Spontini    |
| Salomè                     | Salomè                     | Strauss     |
| Elettra                    | Elettra                    | Strauss     |
| Mignon                     | Mignon                     | Thomas      |
| Desdemona                  | Otello                     | Verdi       |
| Elisabeth                  | Tannhäuser                 | Wagner      |
| Elsa di Brabante           | Lohengrin                  | Wagner      |
| Kundry                     | Parsifal                   | Wagner      |
| Francesca da Polenta       | Francesca da Rimini        | Zandonai    |
| Anna                       | I cavalieri di Ekebù       | Zandonai    |

## Incisioni
- Harold Wayne Collection Volume 37: Eugenia Burzio,  Emma Carelli,  Ester Mazzoleni contiene sei arie incise da Carelli tra l'aprile e il luglio 1906—"Je suis encour tout étourdie" da Manon; "Vissi d'arte" da Tosca; "Io son l'umile ancella" e "Poveri fiori" da Adriana Lecouvreur; "No! se un pensier torture" e "Non odi là il martir" da Siberia. Label: Symposium 1244.